# Flauta-dupla

flauta dupla

Flauta dupla é um instrumento de sopro, conhecidos desde a antiguidade. A flauta dupla foi um instrumento bastante utilizado e desapareceria somente no século XVI.